# 高雄市立潮寮國民中學
高雄市立潮寮國民中學（英語：Kaohsiung Municipal Chaoliao Junior High School），簡稱潮寮國中，為高雄市大寮區的一間國民中學。其校區位於高屏溪與大發工業區附近。

## 歷史
- 1978年，奉台灣省政府核准成立「高雄縣立大寮國民中學潮寮分部」，曲言文先生為分部主任，並借用潮寮國小教室上課。
- 1981年，校舍竣工，遷於現址。
- 1983年，奉准設校為「高雄縣立潮寮國民中學」，由鄭凱元先生擔任首任校長。
- 1992年，改制為偏遠學校。
- 2010年，因應五都合併升格，校名更改為「高雄市立潮寮國民中學」。

## 潮寮國中小環保議題
2009年1月9日，高雄縣潮寮國中、潮寮國小受到臭氣外洩影響，師生們淪落至到必須遷校上課。環保署長沈世宏在接受立委質詢時，表示是因為潮寮國中的新校長鼻子比較靈，才會把事情鬧這麼大。
媒體報載之後，環保署長沈世宏發新聞稿「以鼻子靈卸責？環保署長對曲解事實的報導表達遺憾」對外說明，強調當時的答覆原文是「潮寮國中校長最近才來，本身嗅覺敏感度很高，她很關心學生受到影響，自己也認為受到相當程度的影響，所以一旦她有這個事情的時候，就積極因應」，自認「站在政務官向立法院及國人負責任的立場充分說明，惟恐不夠詳盡，並數度主動補充說明，無非是想就所知情況知無不言，言無不盡，讓國人瞭解真相」。
2014年2月26日，行政院宣布沈世宏署長離職，遺缺由台灣大學地質科學系教授魏國彥接任。在環保署舉辦歡送會，沈世宏形容他任內表現「當署長就像當舞女一樣」。
離職後，轉任森霸電力董事長，被大眾質疑是馬英九政府給予的酬庸。

## 外部連結
- 高雄市立潮寮國民中學 （页面存档备份，存于）